# Železniční trať Lan-čou – Sin-ťiang

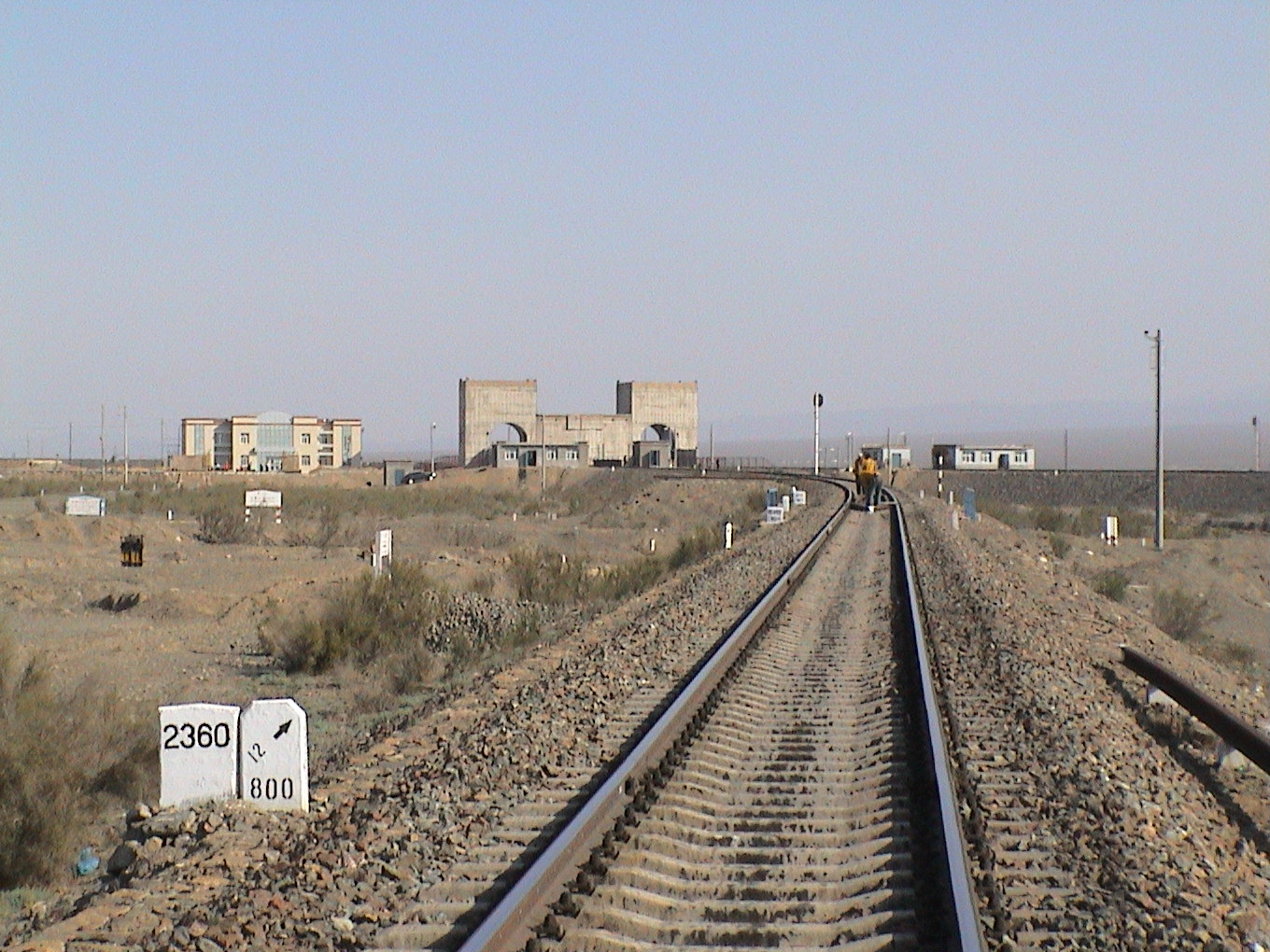
Trať na 2360. km od Lan-čou

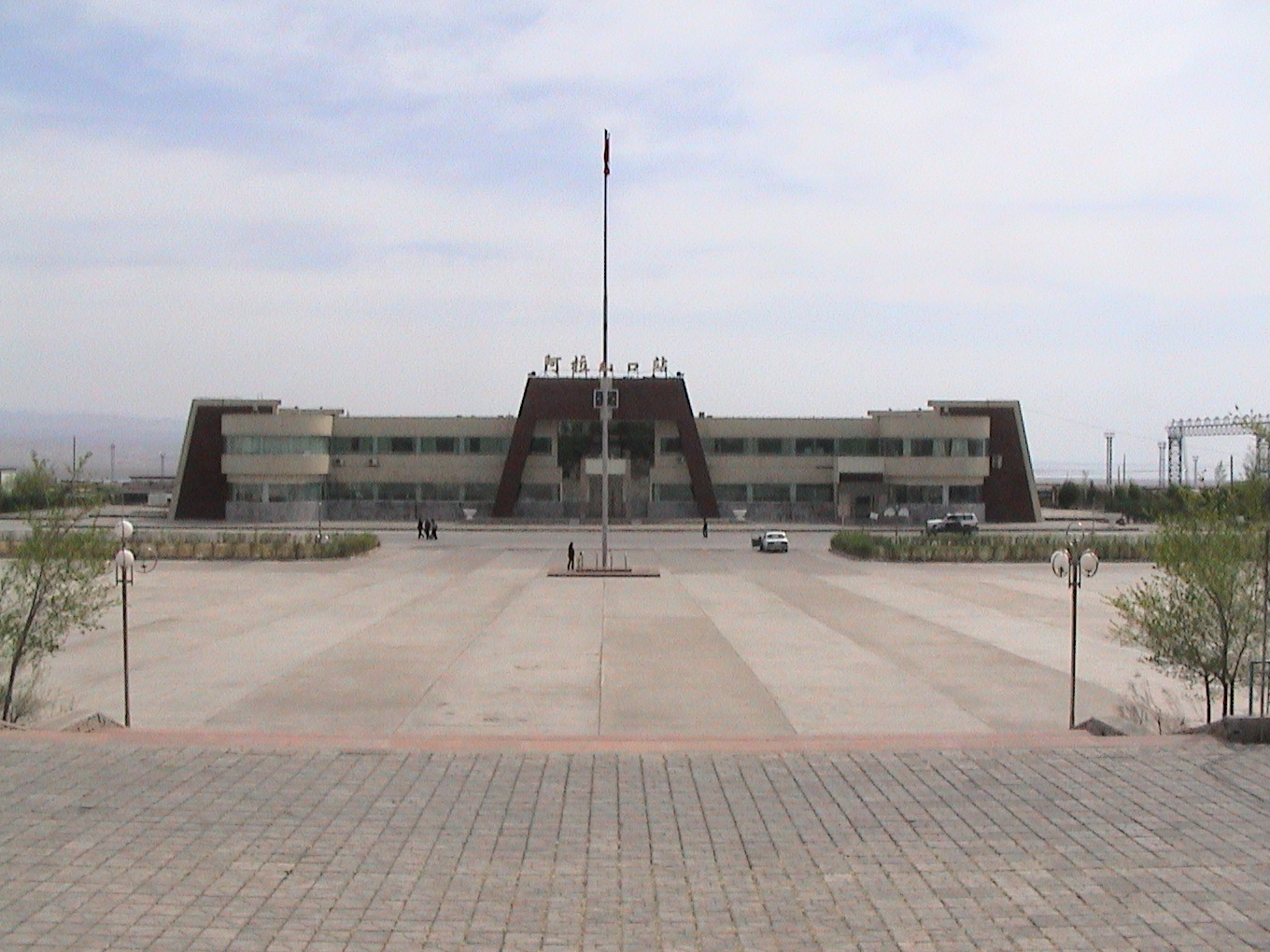
Nádraží na čínsko-kazašských hranicích

Železniční trať Lan-čou – Sin-ťiang je jednou z velmi významných železničních tratí v Čínské lidové republice. Spojuje Sin-ťiang a jeho metropoli Urumči s vnitrozemskou železniční sítí a má tudíž klíčový význam. Trať je dlouhá 2 358,276 km, vede z města Lan-čou, skrze Kansuský koridor, celým Sin-ťiangem k na hranici s Kazachstánem.
Trať je vedena ve směru středověké Hedvábné stezky. Byla vybudována čínskou státní společností pro budování železnic. Její výstavba začala v roce 1952, jednalo se o první úsek mezi Lan-čou a Urumči (prvních cca 1900 km). Ten se zprovoznění dočkal roku 1962. Pokračování trati dále na západ bylo vystavěno na konci 80. let, 12. září 1990 spojením se sítí tehdejších sovětských železnic byla celá trať dokončena.